# Coppa del Principe Faysal bin Fahd
La Coppa del Principe Faysal bin Fahd è una competizione calcistica organizzata dalla Federazione calcistica dell'Arabia Saudita.
Intitolata a Fayṣal bin Fahd Āl Saʿūd, è stata istituita nel 1975. Dal 2010 è riservata alle squadre Under-23. 

## Albo d'oro
| Edizione | Stagione  | Vincitore    |
| -------- | --------- | ------------ |
| 1        | 1975-1976 | Al-Nassr     |
| 2        | 1985-1986 | Al-Ittihad   |
| 3        | 1986-1987 | Al-Hilal     |
| 4        | 1987-1988 | Al-Shabab    |
| 5        | 1988-1989 | Al-Shabab    |
| 6        | 1989-1990 | Al-Hilal     |
| 7        | 1990-1991 | Al-Ittifaq   |
| 8        | 1992-1993 | Al-Hilal     |
| 9        | 1993-1994 | Al-Qadisiyya |
| 10       | 1994-1995 | Al-Riyadh    |
| 11       | 1995-1996 | Al-Hilal     |
| 12       | 1996-1997 | Al-Ittihad   |
| 13       | 1997-1998 | Al-Nassr     |
| 14       | 1998-1999 | Al-Ittihad   |
| 15       | 1999-2000 | Al-Hilal     |
| 16       | 2000-2001 | Al-Ahli      |
| 17       | 2001-2002 | Al-Ahli      |
| 18       | 2002-2003 | Al-Ittifaq   |
| 19       | 2003-2004 | Al-Ittifaq   |
| 20       | 2004-2005 | Al-Hilal     |
| 21       | 2005-2006 | Al-Hilal     |
| 22       | 2006-2007 | Al-Ahli      |
| 23       | 2007-2008 | Al-Nassr     |
| 24       | 2008-2009 | Al-Shabab    |
| 25       | 2009-2010 | Al-Shabab    |

Torneo giovanile
| Edizione | Stagione  | Vincitore |
| -------- | --------- | --------- |
| 26       | 2010-2011 | Al-Shabab |
| 27       | 2011-2012 | Al-Ahli   |
| 28       | 2012-2013 | Al-Ahli   |
| 29       | 2013-2014 | Al-Hilal  |
| 30       | 2014-2015 | Al-Shabab |

## Vittorie per squadra
| Pos. | Squadra      | Vittorie |
| ---- | ------------ | -------- |
| 1    | Al-Hilal     | 8        |
| 2    | Al-Shabab    | 6        |
| 3    | Al-Ahli      | 5        |
| 4    | Al-Nassr     | 3        |
| 4    | Al-Ittihad   | 3        |
| 4    | Al-Ittifaq   | 3        |
| 7    | Al-Qadisiyya | 1        |
| 7    | Al-Riyadh    | 1        |